# غرام بثينة (فلم)
غرام بثينة فيلم مصري من إنتاج عام 1953.

## قصة الفيلم
تقع البدوية بثينة في حب محسن الذي يملك أراض واسعة وتقبل عائلته أن تستقبل قبيلتها في أراضيه، تتزوجه رغم معارضة أمه. يخطط ابن عمها عجيب للتفريق بينهما، ينتهز عجيب فرصة مرض محسن فيضع له السم ويدعي للجميع أنه مصاب بمرض معدي، تسوء صحة محسن مما يجعل القبيلة تخاف من العدوى وتهجر المكان. تنجب بثينة طفلتها، يموت والد بثينة فيصبح ابن عمها عجيب شيخ القبيلة، تهرب بثينة وتذهب إلى منزل محسن معتقدة أنه مات ولكنها تفاجأ بوجوده إذ أنه أنقذ بطريق الصدفة، يطردها متخيلا أنها هي التي وضعت له السم، يعرف محسن حقيقة مرضه فيقتل عجيب ويعيد بثينة وطفلتها لمنزله.

## بطولة
- كوكا
- يحيى شاهين
- عبد الغني قمر
- وداد حمدي
- علي رشدي
- توفيق الدقن
- عزيزة حلمي
- عبد الغني النجدي
- عبد الحفيظ التطاوي
- عبد المنعم إسماعيل
- فوزية إبراهيم
- عبد المنعم إبراهيم
- صوفي ديمتري
- تهاني رامز (طفلة)

## فريق العمل
- إخراج: جلال مصطفى
- قصة: محمد الإمام
- سيناريو: محمد الإمام
- حوار: بيرم التونسي، عبد الوهاب منير
- إنتاج: أفلام نجيب نصر
- توزيع: أفلام نجيب نصر
- مونتاج: فؤاد الطوخي
- مدير التصوير: كليليو
- تم التصوير في ستوديو ناصيبيان
- تم الطبع والتحميض في ستوديو ناصيبيان

## أغاني الفيلم
الصبر يا محروم - يا محلاه ويا محلاها، غناء: محمد قنديل

حب البدو - خميله، غناء: شافية أحمد
- كلمات: بيرم التونسي
- ألحان: أحمد صدقي، إبراهيم حسين

## وصلات خارجية
- مقالات تستعمل روابط فنية بلا صلة مع ويكي بيانات
- صفحة الفيلم في قاعدة بيانات الأفلام العربية